# آني نيكولت زادوكس يوسفوس ييتا
آني نيكولت زادوكس يوسفوس ييتا (ديسمبر 1904 – ت. 31 مايو 2000) هي عالمة مسكوكات هولندية.

## مطلع حياتها وتعليمها
وُلدت آني عام 1904 في أمستردام. وتنحدر عائلتها اليهودية في أصولها من بامبرج، بافاريا، ولكنها انتقلت إلى أمستردام عام 1812، حيث أطلق جدها «ناثان يوسف» لقب «ييتا» على عائلته امتثالًا لحكم لويس بونابرت الذي أمر جميع سكان البلدان المنخفصة (حاليًا تشمل بلجيكا وهولندا ولوكسمبورغ وجزءً من فرنسا) أن يضيفوا لقب العائلة إلى اسمائهم الرسمية. وتلقت آني تعليمها الأساسي في أمستردام، ثم في أوترخت، وأخيرًا في لاهاي قبل أن تلتحق بجامعة لايدن لدراسة تاريخ الفن. ومن ثم حصلت على درجة الدكتوراه تحت إشراف البروفيسور جيرتو سنايدر (Geerto Snijder). ولاحقًا ساهمت اطروحتها في وضع حجر الأساس لكتابها: «فن البورتريه التراثي في روما وفنون آخر قرن في الجمهورية الرومانية».
وبعد اجتيازها اختبارات أول سنة أكاديمية، تزوجت المحامي اليهودي كاريل زادوكس. ورغم كونه عضوًا في الحركة الاشتراكية القومية الهولندية (والاشتراكية القومية تُعرف اختصارًا بالنازية)، إلا أنه قد لقى حتفه عام 1942 في معسكر آمرسفورت النازي. أما ابنهما جان كاريل فقد قضى سنوات الحرب في مقاطعة فرايزلاند، أما آني فقد عملت في معهد الدراسات الاستعمارية في أمستردام.
وقد تذكر الصحفي الهولندي ثيو توبوس أنه تصادف بصورة المؤلفة آني زادوكس على غلاف أحد كتبها عندما كان صغيرًا، وكان اسمها الغريب حافزًا له أن يبحث في أصول عائلة يوسفوس ييتا. وتذكر أيضًا أنه رآها غير مرة تتنزه مع كلبها داخل حرم الجامعة التي كان يدرس فيها حينما كان يدرس اللغات الكلاسيكية وعلوم الآثار في أمستردام. وفي عام 2010 انتهي توبوس من نشر كتابه المتعلق بعائلة يوسفوس ييتا: «Uitverkoren Zondebokken» (بالعربية: أكباش الفداء المختارون).

## حياتها العملية
وفي الفترة ما بين 1 مايو 1948 و1 يناير 1963، كانت آني تعمل بدوام جزئي على ترميم وحفظ العملات المعدنية القديمة والأحجار الكريمة المنحوتة المتواجدة في الخزانة الملكية التي كانت تقع حينئذ في مدينة لاهاي. وبعدها صارت محاضرة في علم الآثار الكلاسيكي في جامعة خرونينغن. وقبل أن تشغل تلك الوظيفة كانت آني محاضرة في علم الآثار منذ سنوات عديدة، وذلك بعد تقاعد عالم الآثار فان هوم عام 1951، ورحيل بديله بعد فترة وجيزة. وقد عُينت آني في أول الأمر بعقد مدته 5 سنين ثابتة، وذلك على اساس معرفتها بعلوم الآثار وتاريخ الفن.
وقد ألفت آني 10 كتب وما يزيد عن 200 مقالة، ويُنسب إليها الفضل في إعادة تشكيل معالم علم الآثار الكلاسيكي في هولندا. وكذلك يُنسب إليها الفضل في تحفيز نمو علم دراسة العملات في هولندا الذي كان لايزال في مهده آنذاك، فقد ألهمت بعض العلماء في هذا المجال ومن بينهم فيليم فان إس. وقد ألهمت أعمالها كذلك العالمة إليزابيث فيسار على تأليف كتاب تمدح فيه آني زادوكس وتشيد فيه بأعمالها في ذكرى مولدها السبعين. وإليزابيث فيسار هي أول امرأة تشغل منصب أستاذة التاريخ القديم في هولندا.

## أعمال مختارة
- «فن البورتريه التراثي في روما وفنون آخر قرن في الجمهورية الرومانية» (1932)
- «قصاصات من مطلع الجمهورية الرومانية» (1937)
- «الشرق الأدنى: الفنون العتيقة» (1953)
- «التماثيل البرونزية الرومانية في هولندا» (1967)
- «عملات الإمبراطورية الرومانية» (1972)